# Гейсбрехт IV ван Амстел
Гейсбрехт IV ван Амстел (нидерл. Gijsbrecht IV van Amstel; 1235, Аудекерк-ан-де-Амстел — 1303) был могущественным лордом в средневековом графстве Голландия и членом династии ван Амстел. В истории он более всего известен организацией заговора против графа Голландии Флориса V.
Его династия, вероятно, происходила из Аудекерк-ан-де-Амстел, теперь в провинции Северная Голландия, выводила свой титул от замка на реке Амстел и пыталась создать независимое княжество между Утрехтом и Голландией.
С этой целью Гейсбрехт IV вместе с другими могущественными лордами Зведером ван Абкауде, Арнаудом ван Амстелом и Германом VI ван Вурденом поднял восстание против Флориса V, графа Голландии, и Иоанна I, епископа Утрехта. Они владели пограничными с Голландией землями на территории епископата (район Амстердама, Абкауде, Эйсселстейна и Вурдена) и были поддержаны ремесленниками Утрехта, крестьянами Кеннемерланда (Алкмар и его окрестности) , Ватерланда (к северу от Амстердама) и Амстелланда (Амстердам и окрестности), а также западными фризами. Однако, когда Флорис заключил договор с ремесленниками и пошёл на уступки крестьянам (Кеннемерланд был дюнной местностью, где у фермеров было гораздо меньше прав, чем у фермеров в польдерах), восстание резко пошло на убыль. В 1278 году Флорис захватил Гейсбрехта и выслал Германа. В конце концов епископ Утрехта (в 1279 или 1281 году) присоединил земли мятежных лордов к территориям Флориса в качестве воздаяния.
Гейсбрехт переходил на другую сторону, когда ему было выгодно, и некоторые источники утверждают, что он участвовал в более позднем похищении и убийстве Флориса. После его изгнания он обосновался, вероятно, в Оссе в герцогстве Брабант. Он умер в изгнании во Фландрии, хотя профессор Пим де Бур из Гронингенского университета обнаружил серьёзные (хотя и не вполне убедительные) свидетельства, что Гейсбрехт (после его изгнания, с несколькими последователями) основал Пройсиш-Холланд (теперь в Польше), недалеко от Эльбинга (также теперь в Польше).

## В культуре
Он был одноименным героем пьесы Йоста ван ден Вондела «Гейсбрехт Амстердамский». Действие происходит во время осады Амстердама в 1304 году и, таким образом, подменяет персонаж Гейсбрехта его сыном Яном. Благодаря этой ошибочной идентичности Гейсбрехт стал героем Амстердама со статуей в Бёрс-ван-Берлаге и городским парком в южном Амстердаме, названном в его честь Гейсбрехт-ван-Амстелпарк.